# 1493
Пізнє середньовіччя •  Відродження •  Доба великих географічних відкриттів •  Ганза •  Ацтецький потрійний союз •  Імперія інків

## Геополітична ситуація
Османську державу очолює Баязид II (до 1512). Королем Німеччини є Максиміліан I Габсбург. У Франції королює Карл VIII Люб'язний (до 1498).
Середню частину Апеннінського півострова займає Папська область, південь належить Неаполітанському королівству. Могутніми державними утвореннями півночі є Венеційська республіка, Флорентійська республіка, Генуезька республіка та герцогство Міланське.
Кастилія і Леон та Арагонське королівство об'єднані в Іспанське королівство, де правлять католицькі королі Фердинанд II Арагонський (до 1516) та Ізабелла I Кастильська (до 1504). В Португалії королює Жуан II (до 1495).
Генріх VII є королем Англії (до 1509), королем Данії та Норвегії — Юхан II (до 1513), Швецію очолює регент Стен Стуре Старший (до 1497). Королем Угорщини та Богемії є Владислав II Ягелончик. У Польщі королює Ян I Ольбрахт (до 1501), а у Великому князівстві Литовському княжить Александр Ягеллончик (до 1506).
Галичина входить до складу Польщі. Волинь належить Великому князівству Литовському. Московське князівство очолює Іван III Васильович (до 1505).
На заході євразійських степів від Золотої Орди відокремилися Казанське ханство, Кримське ханство, Ногайська орда. У Єгипті панують мамлюки. У Китаї править династія Мін. Значними державами Індостану є Делійський султанат, Бахмані, Віджаянагара. В Японії триває період Муроматі.
У Долині Мехіко править Ацтецький потрійний союз на чолі з Ахвіцотлем (до 1502). Цивілізація мая переживає посткласичний період. В Імперії інків править Уайна Капак (до 1493).

## Події
- Московський князь Іван III Васильович додав до свого титулу всія Русі.
- 15 березня в Іспанію повернувся Христофор Колумб, закінчивши свою першу подорож до Нового Світу.
- 7 червня в іспанському місті Тордесільяс при посередництві папи римського Олександра VI підписано договір між Іспанією та Португалією, за яким всі землі на захід від вертикалі, проведеної за 600 кілометрів західніше від Азорських островів, належатимуть Іспанії, а східніше — Португалії.
- 3 листопада Христофор Колумб під час своєї другої подорожі до Нового Світу відкрив острів Домініка (Карибський архіпелаг). Згодом на його північному узбережжі було закладено місто Ла-Ізабелла, що через п'ять років було знищене місцевими племенами таїно.
- Помер імператор Священної Римської імперії Фрідріх III. Влада офіційно перейшла до його сина Максиміліана I, ще раніше обраного римським королем.
- Державу інків очолив Уайна Капак.